# (6317) Dreyfus
(6317) Dreyfus (voorlopige aanduiding 1990 UP3) is een planetoïde in de binnenste planetoïdengordel, die op 16 oktober 1990 werd ontdekt door Eric Walter Elst in het La Silla-observatorium van de Europese Zuidelijke Sterrenwacht. De planetoïde werd in 1995 vernoemd naar de Dreyfusaffaire.
(6317) Dreyfus is een planetoïde van 5 tot 6 km diameter.

## Baan om de Zon
De planetoïde beschrijft een baan om de Zon die gekenmerkt wordt door een perihelium van 2,1160 AE en een aphelium van 2,3729 AE. De baan wordt ook gekenmerkt door een lage excentriciteit van 0,0583. De planetoïde heeft een periode van 3,36 jaar (of 1226,39 dagen).